# Vlastislav Zátka
Vlastislav Zátka (26. června 1887, České Budějovice – 22. června 1964, Libníč) byl právník, mecenáš a sběratel výtvarného umění.

## Život
Vlastislav Zátka pocházel z Českých Budějovic, z rodiny JUDr. Augusta Zátky (1847–1935) a jeho ženy Jany, rozené Klavíkové (1859–1935), vnučky bývalého českobudějovického purkmistra Františka Josefa Klavíka. Po absolvování českého gymnázia Jana Valeriána Jirsíka ve svém rodišti studoval v letech 1905–1909 práva na Karlově Univerzitě a semestr 1907/1908 strávil ve Vídni. Již roku 1905 podnikl cestu do Holandska za uměním. Po získání titulu doktora práv absolvoval dvouletou praxi v rodinném podniku Dr. F. Zátka Praha-Karlín. Měl advokátní praxi v Praze i v Českých Budějovicích. Po ukončení praxe u bývalého společníka svého otce, Dr. Jana Bartoše, se roku 1912 usadil v Českých Budějovicích a otevřel zde vlastní advokátní kancelář.
Jeho první ženou byla spisovatelka Marie Hennerová, se kterou se oženil roku 1912 a pro její nervovou labilitu o šest let později rozvedl. Za války se věnoval samostudiu svazků Dějin malířství Richarda Muthera a spisů Emila Schaffera „Die Frau in der venezianischen Malerei“. Po válce v letech 1920 a 1921 podnikl delší cesty do Itálie. Roku 1922 cestoval do Würzburgu, aby poznal fresky Giovanni Battisty Tiepola. Jeho druhou ženou se roku 1926 stala Ludmila Marešová, dcera profesora a rektora UK Františka Mareše a sestra malířky Milady Marešové. Z manželství se narodili potomci Hana (1928–1941) a August (* 14. září 1929).
Vlastimil Zátka byl činný ve správních radách Továrny na železné a kovové zboží a Českého akciového pivovaru v Českých Budějovicích, První českobudějovické továrny na smaltované nádobí a Českobudějovické záložny, kde byl od roku 1923 starostou. Od roku 1920 byl místopředsedou rodinné firmy Dr. F. Zátka v Praze-Karlíně. Od roku 1926 byl postupně členem dozorčí rady Svazu záložen v Praze, 1928 členem představenstva, 1931 jmenován místopředsedou. Od roku 1912 byl až do jejího zrušení (1925) jednatelem Matice školské, předsedou okresní komise pro péči o mládež, za první světové války předsedou Pomocného výboru. Stal se členem kuratoria českobudějovického městského muzea a od roku 1928 jeho předsedou. Zde se zasloužil o soustavný sběr a nákupy gotických plastik i obrazů, které dnes tvoří součást sbírky jihočeské gotiky v Alšově jihočeské galerii v Hluboké nad Vltavou. Roku 1923 zadal sochaři Bohumilu Kafkovi zhotovení busty Augusta Zátky a později se zasloužil také o postavení pomníku Augusta Zátky od téhož sochaře v Českých Budějovicích. Šest metrů vysoký pomník s bronzovou sochou byl odhalen roku 1936 před českobudějovickou radnicí. Roku 1939 německé úřady daly pomník odstranit a někdy kolem roku 1943 byla socha roztavena.
Roku 1936 kandidoval do obecního zastupitelstva Českých Budějovic za Stranu národního sjednocení. Od roku 1937 byl stejně jako předtím jeho otec a dědeček starostou nejstaršího českého spolku, českobudějovické Besedy (zal. 1862). Do roku 1939 byl členem českobudějovického městského zastupitelstva, kde byl navržen do funkce prvního náměstka starosty. Zasloužil se o opravu Samsonovy kašny, vydláždění náměstí podle návrhu architekta prof. Pavla Janáka či o projekt zakoupení Eggertovy vily pro zamýšlené muzeum 19. století (nyní Jihočeská vědecká knihovna). V dubnu roku 1939 byl proti své vůli dosazen na vedoucí místo budějovické pobočky Národního souručenství, ze kterého se mu podařilo ještě téhož roku odstoupit „ze zdravotních důvodů“.
Brzy po německé okupaci Československa 1. září 1939 byl zatčen gestapem a dopraven do Lince, odkud měl být transportován do koncentračního tábora v Buchenwaldu. Nakonec byl propuštěn, ale 6. února 1942 byla u něj provedena domovní prohlídka a byl mu zabaven majetek. Zátkův majetek byl 8. dubna 1942 „z důvodu jeho nepřátelského smýšlení“ prohlášen za majetek Velkoněmecké říše. Zátka se uchýlil do Prahy ke své sestře Olze Balšánkové a do konce války působil v advokátní kanceláři Dr. Josefa Moráka. Malá část zkonfiskovaného majetku byla rodině Zátků navrácena roku 1946, ale po roce 1948 byly podniky, v nichž Vlastislav Zátka působil, znárodněny. Zároveň už nemohl vykonávat své veřejné funkce ani advokátní praxi (protože „neprojevil kladný poměr k lidově demokratickému režimu a nelze ho u něj ani očekávat“) a roku 1949 byl nucen opustit České Budějovice a přesídlit do Libníče u Českých Budějovic, kde (před znárodněním roku 1948) rodina vlastnila lesní statek a zůstalo jí tam zázemí ve vile po otci Augustu Zátkovi.
Po zbytek života se Vlastimil Zátka věnoval dějinám umění v souvislosti s jeho sbírkou, sepsal dějiny rodu Zátků a zachované listinné památky odborně zinventarizoval jako rodinný archiv. Z jeho knihovny, která čítala na 1600 svazků se dochovala pouze malá část asi 200 knih. Zbytek byl zničen ve stoupě anebo zavlečen. V AJG je umístěno 68 knižních svazků, které galerie odkoupila spolu s korespondencí V. Zátky od dědiců v roce 1980. Vlastimil Zátka zemřel několik let po konfiskaci své sbírky komunistickým režimem, sužován migrénami, v Libníči roku 1964. Pohřben byl v rodinné hrobce na hřbitově sv. Otýlie v Českých Budějovicích.

### Sběratel umění
Zátka začal budovat svou sbírku po skončení první světové války a sběratelství se stalo jeho největším životním potěšením. Mezi jeho první akvizice patřila díla soudobých autorů – Jana Preislera, Františka Tavíka Šimona, Vratislava Nechleby, Ludvíka Kuby, Otakara Lebedy nebo Milady Marešové. Kromě toho vlastnil soubor rodinných portrétů z 19. a 20. století. Roku 1921 zakoupil olejomalbu Petra Brandla a poté začal systematicky sbírat staré holandské a vlámské malby. Obrazy nakupoval od obchodníků s uměním, zejména Rudolfa Ryšavého, nebo prostřednictvím Dr. Prokopa Tomana. Jeho nejdůležitějším obchodním pramenem a později i výhradním dodavatelem malířských děl vlámské a holandské produkce 17. století se stal od roku 1927 prof. Julius Singer, který zprostředkoval i nákupy z významných soukromých sbírek. Zpočátku Zátka některá dříve zakoupená díla směňoval za nové akvizice, ale později se už s jádrem systematicky budované sbírky nechtěl rozloučit. Výhradním restaurátorem pro sbírku Vlastislava Zátky byl Bohuslav Slánský.
Roku 1937 navštívil Zátku P. de Boer, majitel známého amsterdamského obchodu s uměním, od kterého ve stejném roce zakoupil obraz Davida Vickeboonse (Rozdávání chlebů u kláštera) a v roce 1941 dílo Podobizna muže od utrechtského malíře Pauluse Moreelse. Zátka se stýkal s tuzemskými i zahraničními znalci a sběrateli umění, mj. restaurátorem a ředitelem vídeňské Akademie Robertem Eigenbergerem. Vedl korespondenci s Dr. Cornelisem Hofstedem de Groot, autorem desetisvazkového díla o holandském malířství 17. století, Hermannem Vossem z Berlína, Walterem Cohenem z Düsseldorfu a řadou dalších historiků umění. Zpočátku ho podporovali Prokop Toman a Dr. K. B. Palkovský, od roku 1910 byl jeho blízkým rádcem Jaromír Pečírka. Z českých historiků umění se o sbírku zajímal Antonín Matějček. Obrazy ve sbírce byly podrobně dokumentovány korespondencí a dobrozdáními předních znalců umění, výpisy z katalogů sbírek nebo aukčních katalogů.
Roku 1936 zpřístupnil Vlastislav Zátka svou sbírku v novostavbě Českobudějovické záložny. Bystu Vlastislava Zátky zhotovil na popud výboru českobudějovické Záložny roku 1937 sochař Břetislav Benda. Po zabavení Zátkova majetku za Protektorátu byla jeho sbírka vystavena v letech 1942–1943 v bývalé Moderní galerii jako součást přírůstků Českomoravské zemské galerie. Výstava byla prodejní a řada děl původní sbírky byla nenávratně ztracena. V Praze byla díky Josefu Cibulkovi zachována asi polovina děl, ale v poválečné restituci se rodině Zátkových vrátila jen část sbírky. Ta byla znovu konfiskována roku 1960 a převedena do Alšovy jihočeské galerie v Hluboké nad Vltavou a zčásti zapůjčena do Národní galerie v Praze. Roku 1991 byla sbírka vrácena v restituci dědicům.

### Zátkova sbírka (dle původního inventáře)
- Nicolaes Claes Berchem (1620–1683) - Horská krajina s mezkaři a kramářem, 1656–1658 (zapůjčeno, AJG Hluboká)
- Abraham van Beyeren (1620–1690) nebo neznámý autor ? – Zátiší s rybami a hliněným džbánem, 1650-1660 (zapůjčeno, AJG Hluboká)
- Andries Both (1609–1650) – Chalupa s třemi pahýly stromů (neznámý osud)
- Bartolomeus Breenbergh (1599-1659) - Zřícenina Colossea v Římě (neznámý osud)
- Quiringh Gerritsz. van Brekelenkam (1620-1668) - Modlitba při stole, 1655 (neznámý osud)
- Pieter Claesz (1597-1661) - Zátiší s vinnou sklenicí, 1648 (zapůjčeno, AJG Hluboká)
- Pieter Codde (1599-1678) - Hráči v triktrak (neznámý osud)
- Aelbert Cuyp (1620-1691) - Na pastvě, kresba křídou (neznámý osud)
- Jan Fyt (1611-1661) - Lovecké zátiší, 1653 (zapůjčeno, AJG Hluboká)
- Lucas Gassel (1500-1570) - Krajina s Kristem a dvěma učedníky na cestě do Emauz, pol. 16. stol. (zapůjčeno, AJG Hluboká)
- Jan van Goyen (1596-1656) - Krajina s řekou a mlýnem, 1649 (zapůjčeno, AJG Hluboká)
- Jan van Goyen (1596-1656) - Plachetka v tiché zátoce, 1647 (neznámý osud)
- Jan van Goyen (1596-1656) - Za humny, 1628 (neznámý osud)
- Willem Claesz. Heda (1593-1680) nebo neznámý autor - Zátiší s mušlemi a nautilem, 1634 (zapůjčeno, AJG Hluboká)
- Abraham Hondius (1631-1691) - Lovečtí psi s volavkou ve zříceninách, 1667 (zapůjčeno, AJG Hluboká)
- Pieter Pieterszoon Lastman (1583-1633) - Jakob a Thamara (neznámý osud)
- Pieter Pieterszoon Lastman (1583-1633) - soubor 19 biblických ilustrací, lavírovaná perokresba (neznámý osud)
- Gijsbrecht Leytens, též "Mistr zimních krajin" (1586-před 1656) - Zasněžená krajina (zapůjčeno, AJG Hluboká)
- Cornelis Massys, též Massijs (1508-1556) - Cesta na Kalvárii (před r. 1992 Národní galerie v Praze)
- Claes Molenaer (c.1620-1676) - Zimní krajina
- Jan Miense Molenaer (1610-1668 - V krčmě (vráceno dědici)
- Joos de Momper (1564-1635) - Odpočinek na útěku, kolem 1620 (zapůjčeno, AJG Hluboká)
- Monogramista J. G. L. - Dvě válečné lodi a jachta na klidném moři
- Paulus Moreelse (1571-1638) - Podobizna muže, 1632 (zapůjčeno, AJG Hluboká)
- Aert van der Neer (1603-1677) - Pobřeží při svitu měsíce, pol. 17. stol.
- Neznámý autor - Podobizna duchovního (poprsí), miniatura, 2. pol. 17. stol.
- Adriaen van Ostade (1610-1685) - Vyprázdněný džbán, 1. pol. 17. stol.
- Adam Pynacker (1622-1673) - Tichá zátoka
- Jan Siberechts (1627-1703) - Ve dvorci, 1659 (zapůjčeno, AJG Hluboká)
- David Teniers mladší (1610-1690) - Cikánská rodina, 1640
- Willem van de Velde ml. (1633-1707) - Vichřice na moři (neznámý osud)
- David Vinckboons (1576-1632) - Rozdávání chlebů u kláštera, kolem 1610 (zapůjčeno, AJG Hluboká)
- Roelof van Vries (1631-1701) - Krajina s řekou
- Jan Wildens (1586-1653) ? - Lesnaté návrší, 1. pol. 17. stol.
- Philips Wouwerman (1619-1668) - Formanské vozy v kolně, poč. 60. let 17. stol. (zapůjčeno, AJG Hluboká)
- Thomas Wyck (1616-1677) - Kašnář (neznámý osud)[15]